# European Business Register
European Business Register (EBR) er et netværk af virksomhedsregistre drevet af registreringsmyndighederne fra de fleste europæiske lande. EBR giver adgang til officielle virksomhedsinformationer fra de europæiske lande der deltager i netværket.
Med adgang til EBR kan man søge på virksomheder eller på personer tilknyttet virksomheder. EBR kan levere en virksomhedsprofil med informationer om eksempelvis virksomhedsnavn, registreringsnummer, nuværende status, adresse, land, mv. Der udbydes desuden forskellige rapporter afhængigt af land og virksomhed.
I Danmark udbydes adgang til EBR via det Centrale Virksomhedsregisters hjemmeside.